# Documento di identità
Per documento di identità (o documento di riconoscimento) si intende un documento emesso da una autorità statale (generalmente la pubblica amministrazione) asseverante l'identità del suo portatore. Esempi principali sono la carta d'identità, il passaporto e la patente di guida.

Situazione dell'obbligatorietà di documento d'identità nel mondo (2018)
Carte d'identità obbligatorie
Carte d'identità non obbligatorie

     Carte d'identità obbligatorie
     Carte d'identità non obbligatorie

## Nel mondo

### Argentina
Il Documento Nacional de Identidad è il documento principale di identificazione in possesso di ogni cittadino argentino e degli stranieri con domicilio nel territorio del paese. Viene rilasciato dal Registro Nazionale delle Persone (RENAPER)

### Albania
La carta d'identità albanese viene rilasciata dalle autorità albanesi ai propri cittadini. Il formato attuale è elettronico e biometrico.

### Italia
Secondo il D.P.R. 28 dicembre 2000, n. 445, che riprende una norma dal regolamento del Testo unico delle leggi di pubblica sicurezza, è da considerarsi documento di riconoscimento in Italia qualunque documento rilasciato da una pubblica amministrazione italiana, purché  muniti di fotografia, timbro o segnatura equivalente. Può essere rilasciato, su supporto cartaceo, magnetico o informatico, a titolo esemplificativo, si possono ricordare:
- Carta d'identità italiana;
- Passaporto italiano;
- Patente di guida italiana;
- Patente nautica italiana;
- Libretto di pensione (rilasciato dall'INPS);
- Patentino di abilitazione alla conduzione di impianti termici;
- Licenza di porto di armi;
- Tessere di riconoscimento AT e BT (per i dipendenti della pubblica amministrazione italiana);
- Carta multiservizi della Difesa (per il personale militare delle forze armate italiane);
- Patente di operatore di stazioni di radioamatore, limitatamente a quelle corredate da fotografia;
- Certificato limitato di radiotelefonista.

A partire dall'ottobre 2024, in via sperimentale, è possibile caricare una versione digitalizzata dei documenti di riconoscimento all'interno dell'app IO, accessibile tramite SPID o Carta d'identità elettronica. Fra i documenti che è possibile inserire: patente di guida, tessera sanitaria e la carta europea della disabilità e, a partire dal 2025, la carta d'identità. I documenti dell'app hanno lo stesso valore legale di quelli rilasciati dalle amministrazioni competenti: possono essere esibiti di fronte alla Forze dell'Ordine ovvero utilizzate come documento di riconoscimento all'interno dei pubblici uffici.

### Hong Kong
La carta d'identità di Hong Kong è un documento di identità ufficiale rilasciato dal Dipartimento immigrazione di Hong Kong.

### Israele
Teudat Zehut (in ebraico תעודת זהות, in arabo بطاقة هوية, biţāqat huwīya) è il documento d'identità israeliano obbligatorio, previsto dal 1982.

### Spagna
Il documento nacional de identidad viene rilasciato in Spagna. Dal marzo del 2006 è elettronico. È una carta in policarbonato che incorpora un microchip con informazioni digitali e ha le stesse dimensioni delle comuni carte di credito.

### Repubblica di San Marino
La carta d'identità sammarinese è un documento di riconoscimento della Repubblica di San Marino, dal gennaio 2017 è in uso la carta d'identità elettronica.

### Svizzera
La carta d'identità svizzera
un documento di riconoscimento della Svizzera, dal luglio 1994 è in uso la nuova carta plastificata ma non biometrica.

### Uruguay
Il Documento de identidad è rilasciato dal Ministero dell'Interno e dalla Dirección Nacional de Identificación Civil (DNIC) dell'Uruguay. È obbligatorio e fondamentale per svolgere varie pratiche, sia a livello governativo che privato.

## Galleria d'immagini

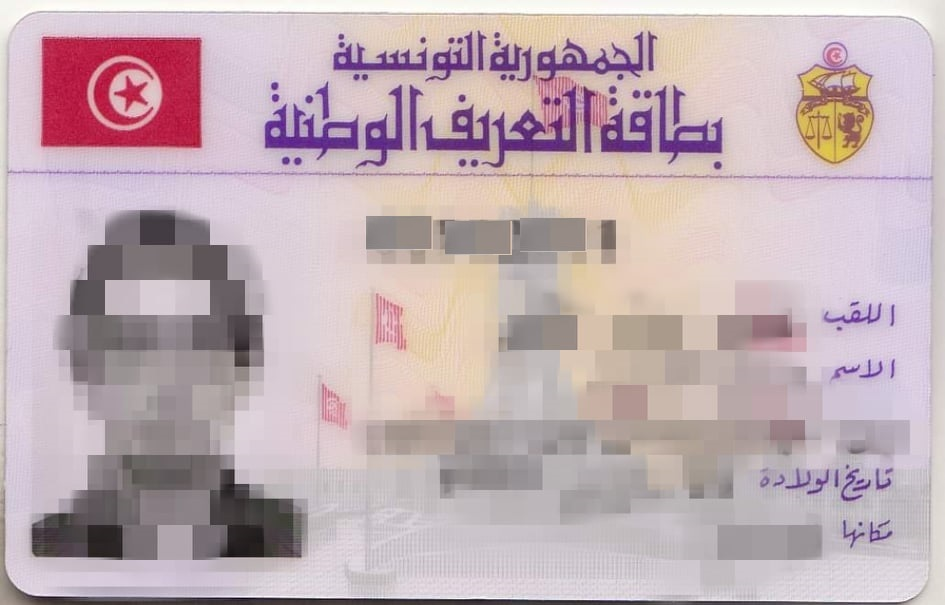
La carta d'identità tunisina
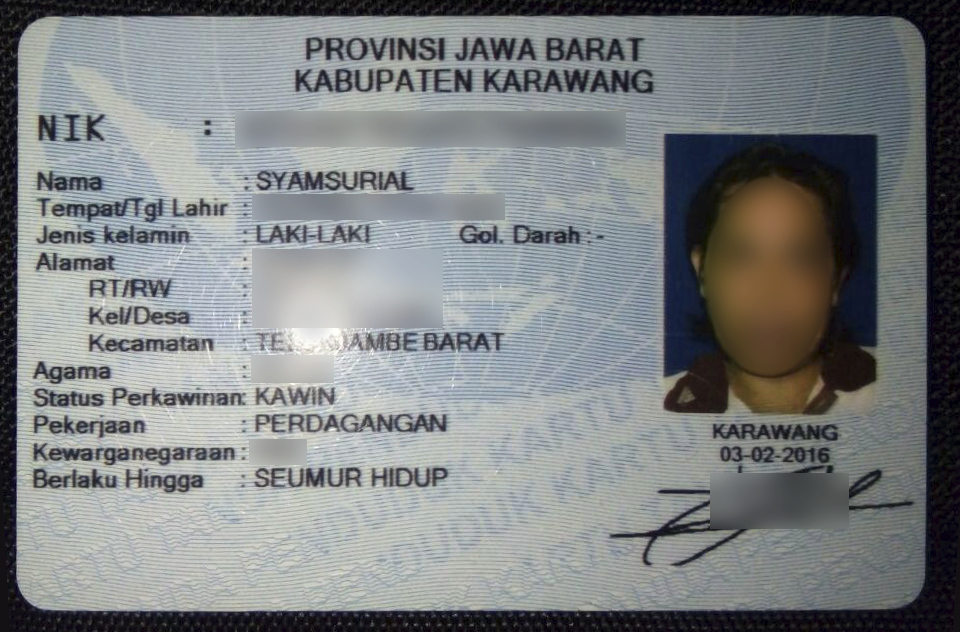
Carta d'identità nazionale indonesiana
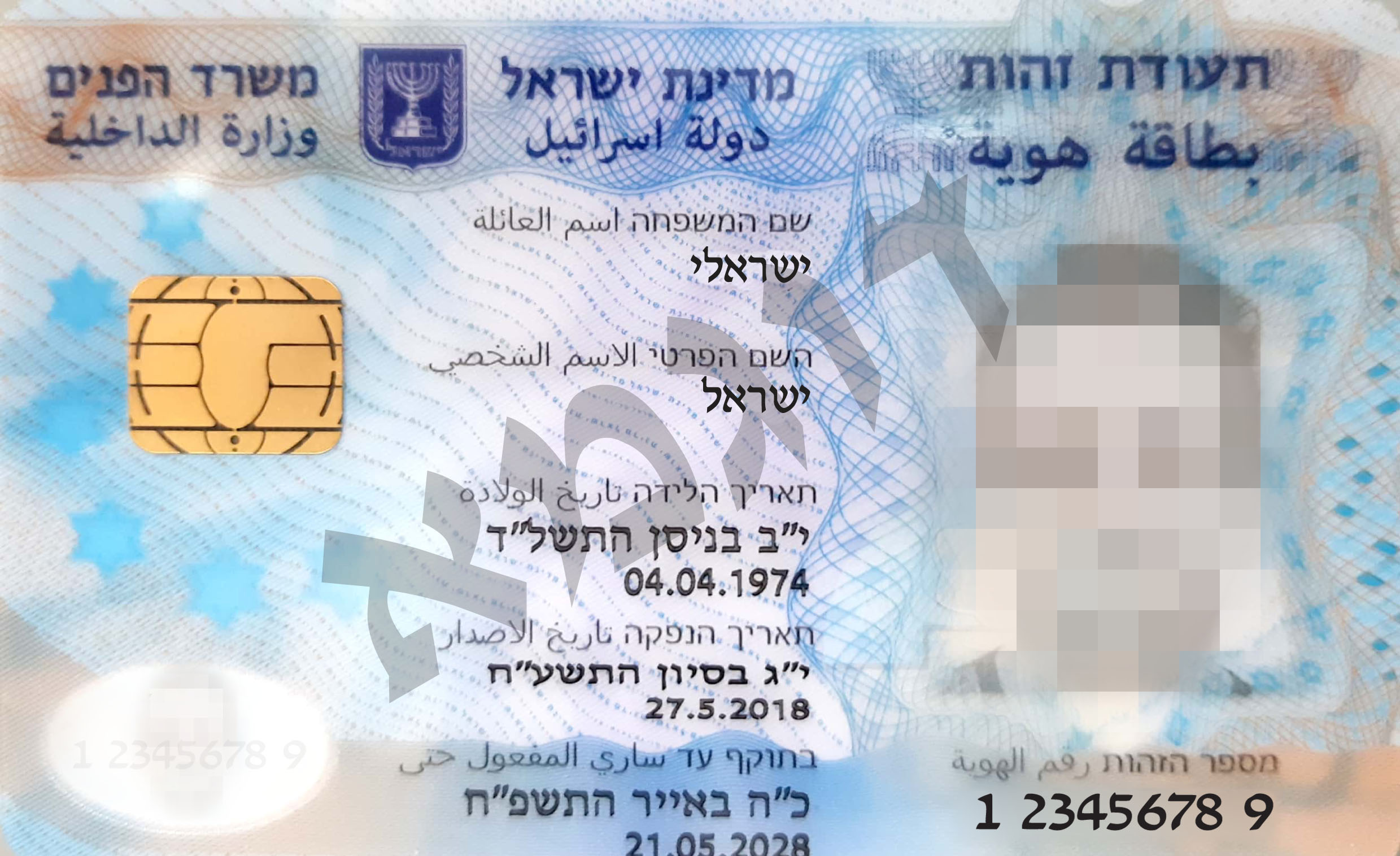
Carta d'identità nazionale biometrica israeliana
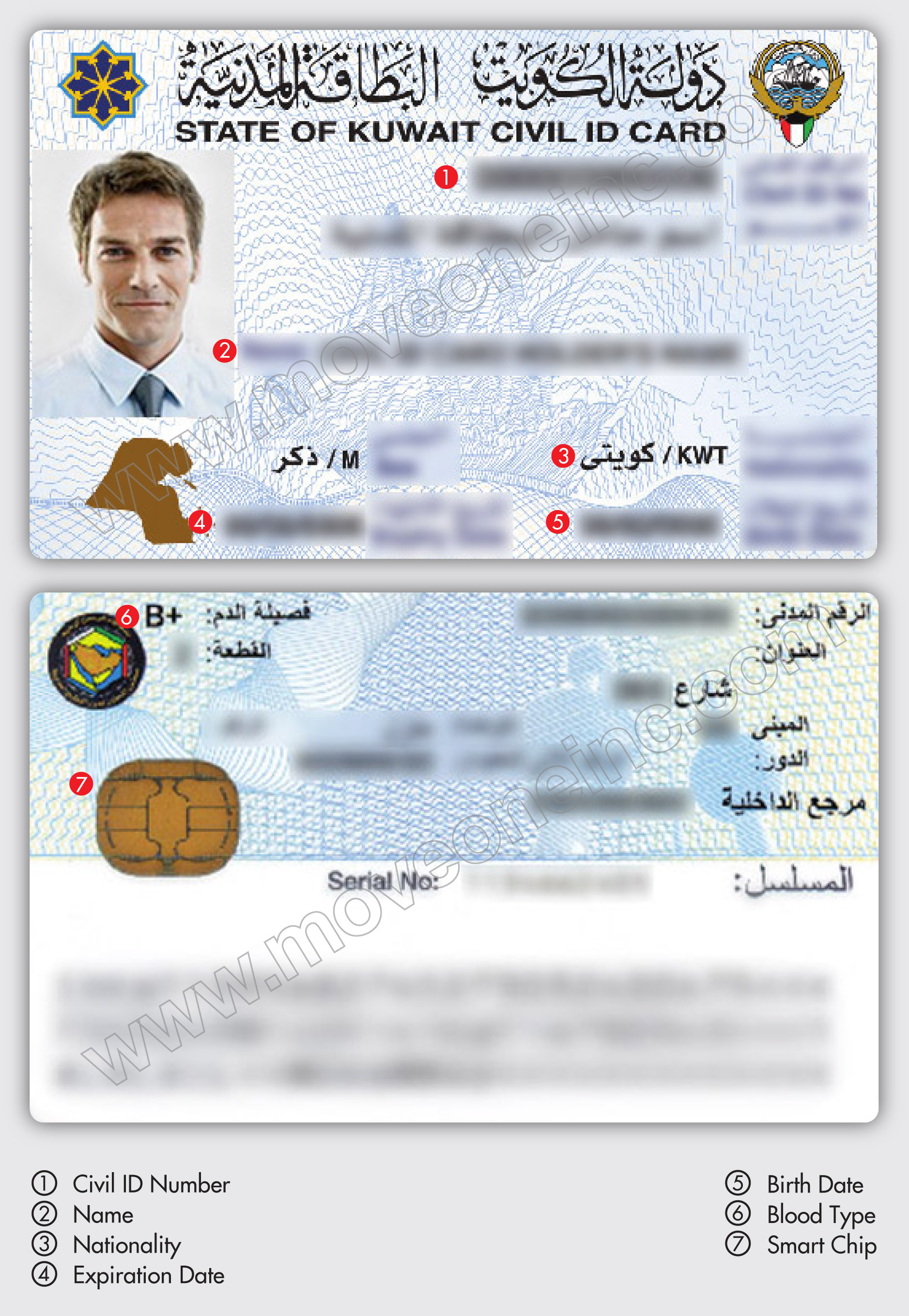
Fronte e retro della carta d'identità nazionale kuwaitiana
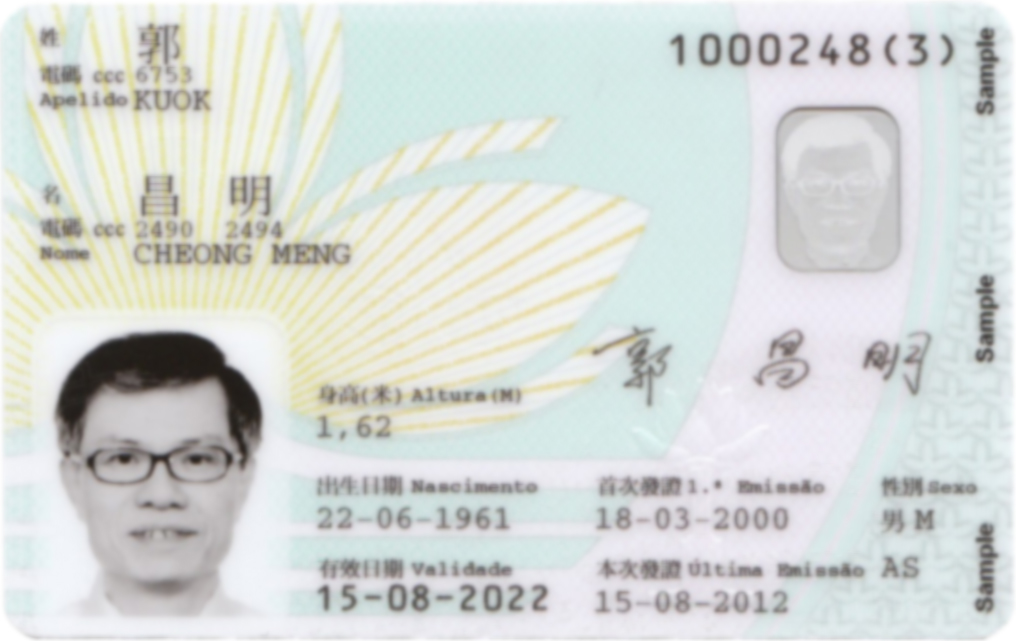
Fronte della carta d'identità di Macao
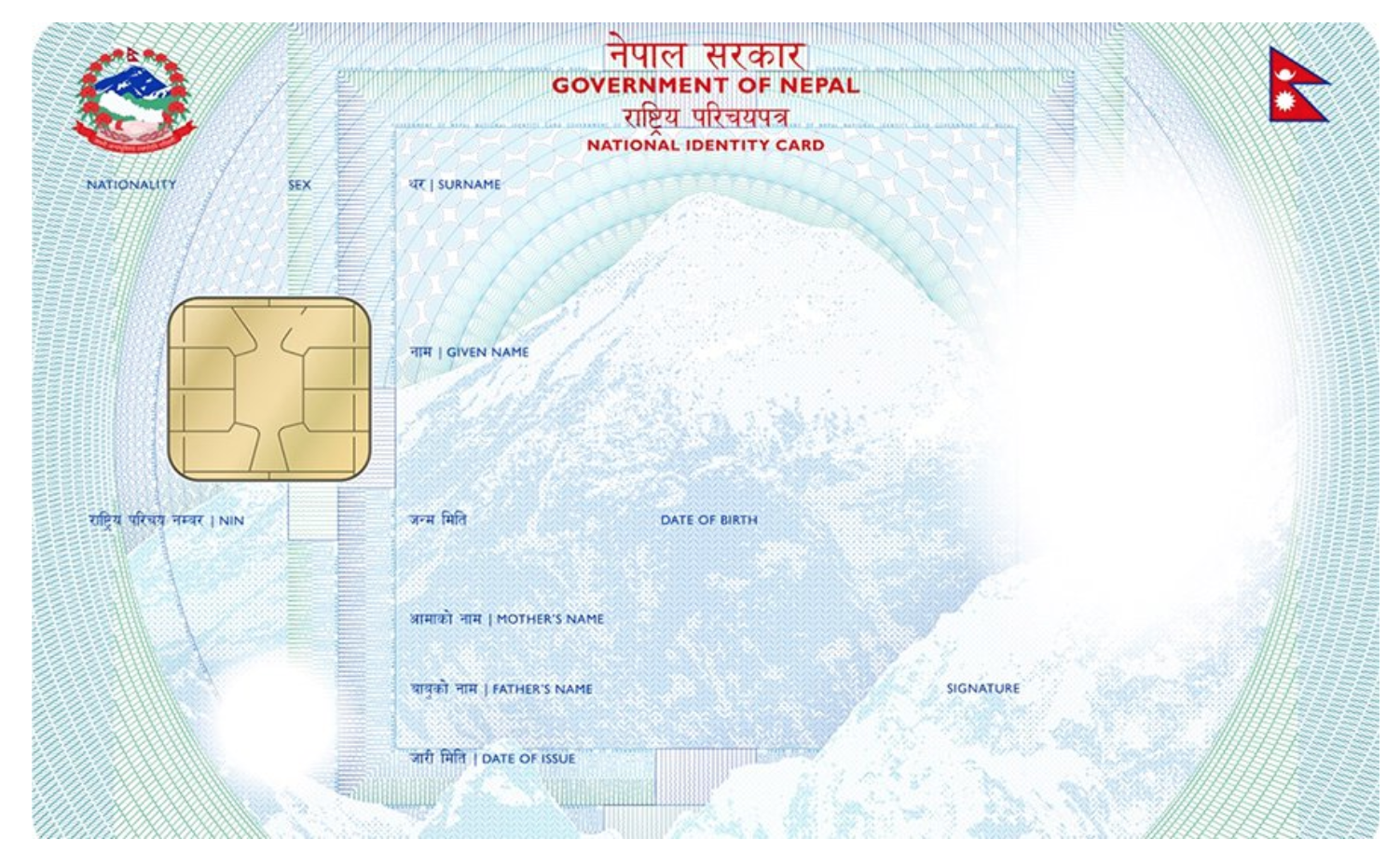
Carta d'identità biometrica nepalese
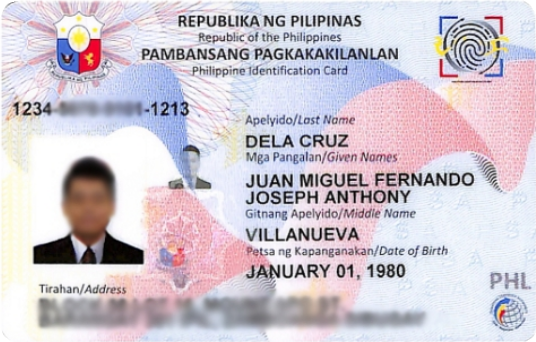
Carta d'identità filippina
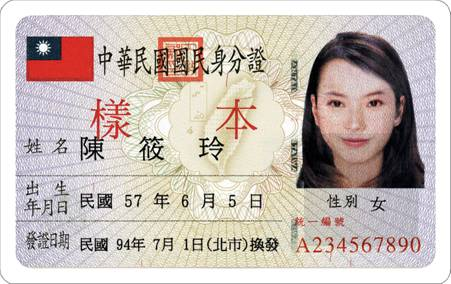
Carta d'identità rilasciata a Taiwan
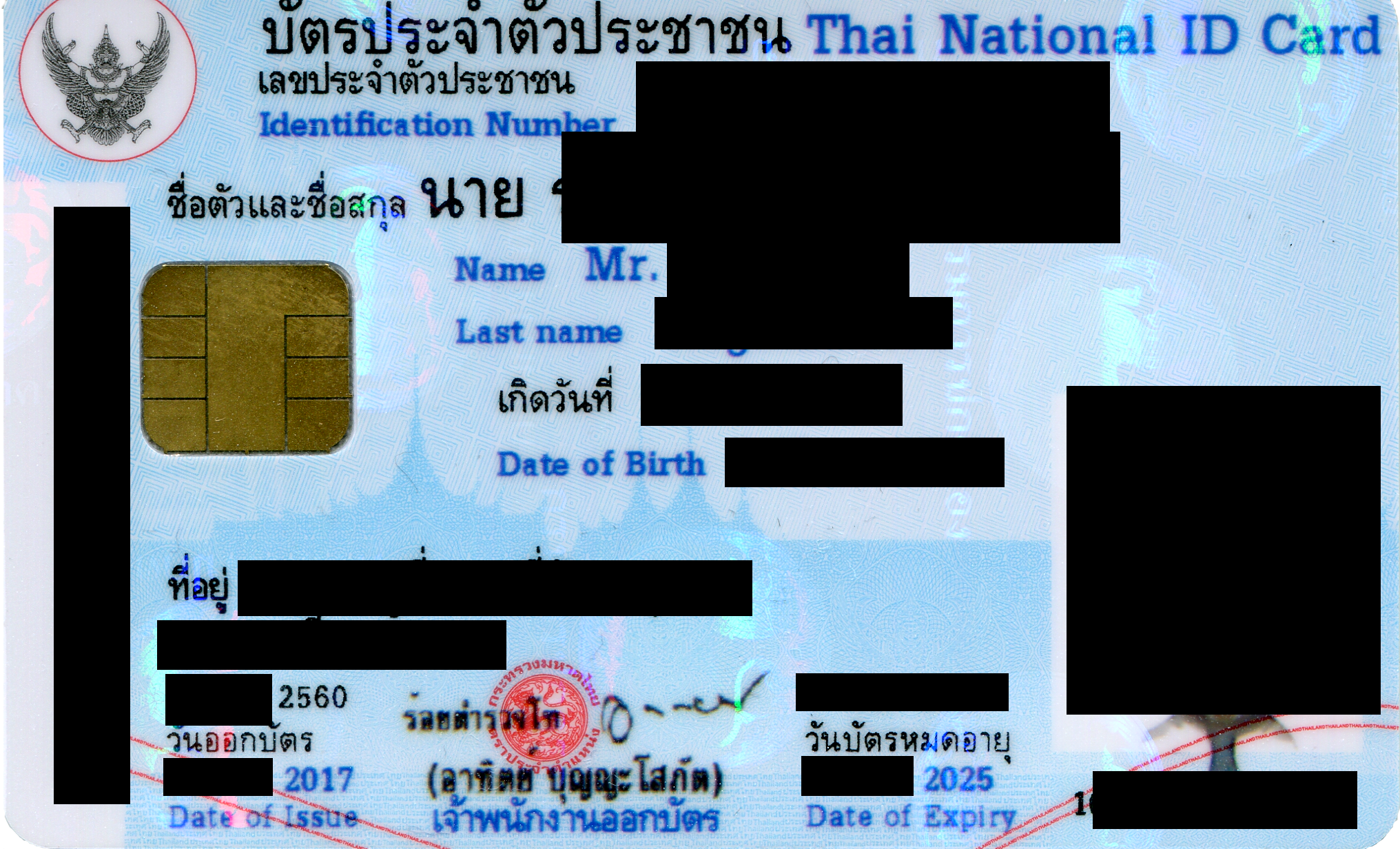
Carta d'identità nazionale tailandese
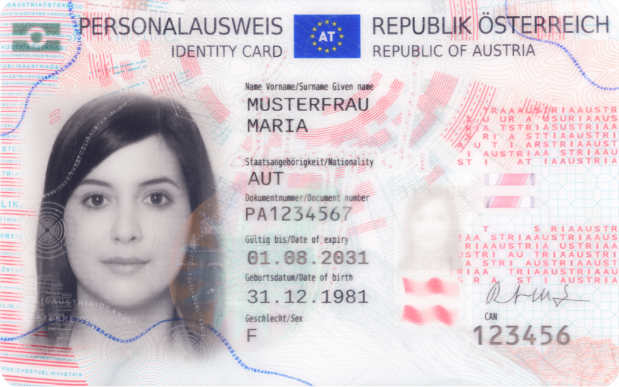
Carta d'identità austriaca in corso di validità
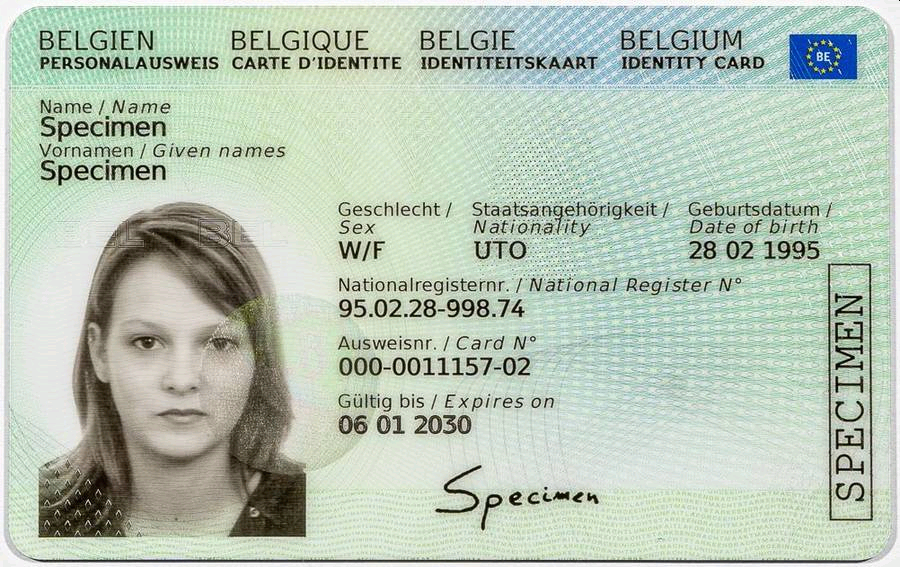
Carta d'identità nazionale belga
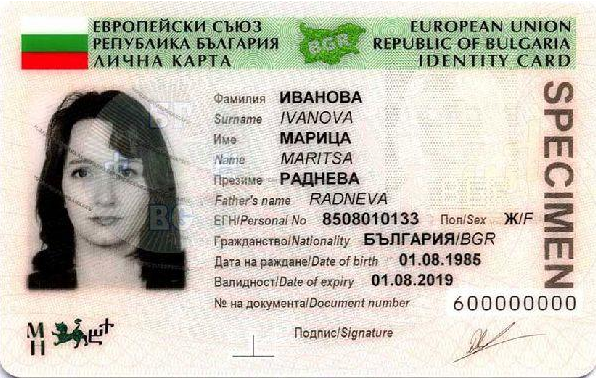
Carta d'identità bulgara
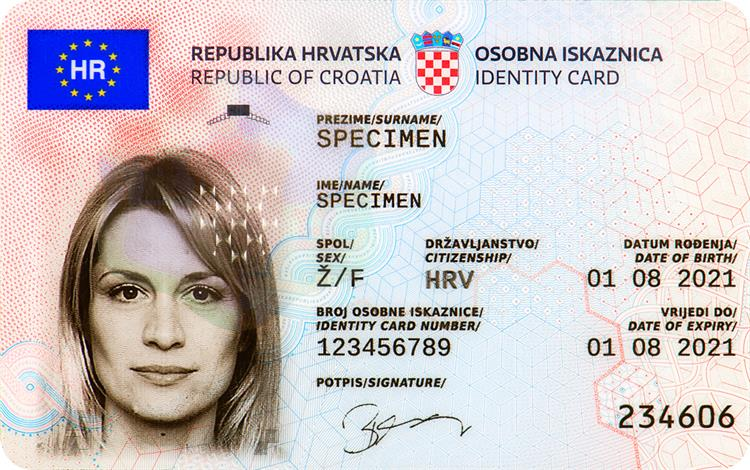
Esemplare di carta d'identità croata
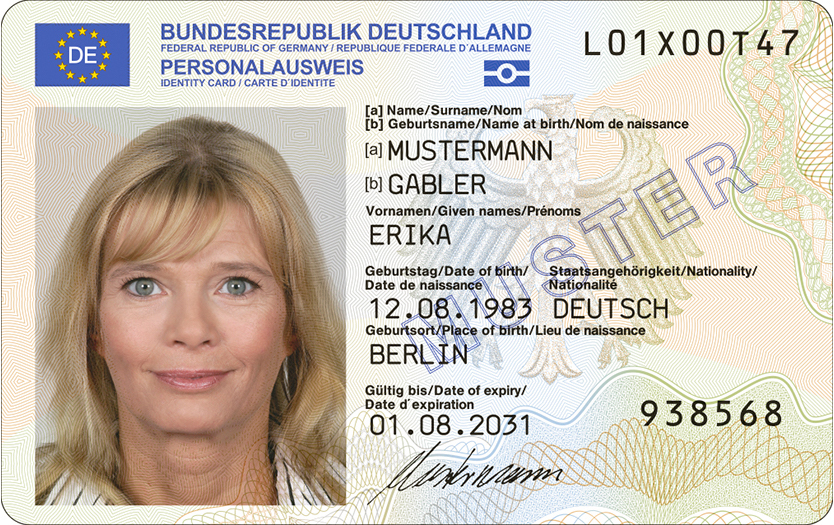
Esemplare di carta d'identità tedesca emessa dal 2019
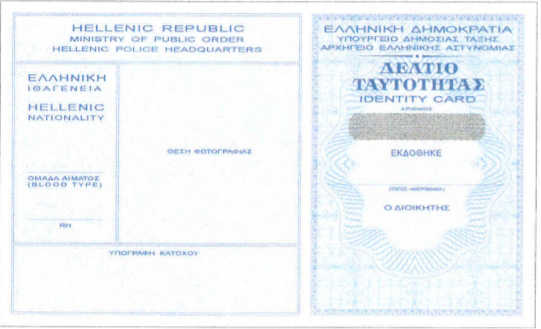
Carta d'identità greca (fronte)
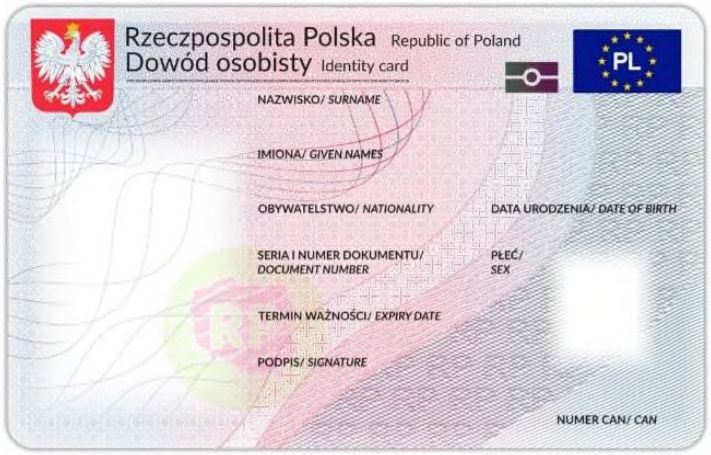
Documento di identità polacco, retro
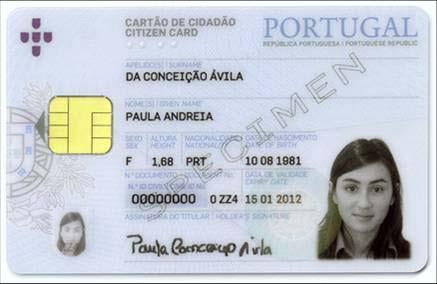
Davanti a una carta d'identità nazionale portoghese
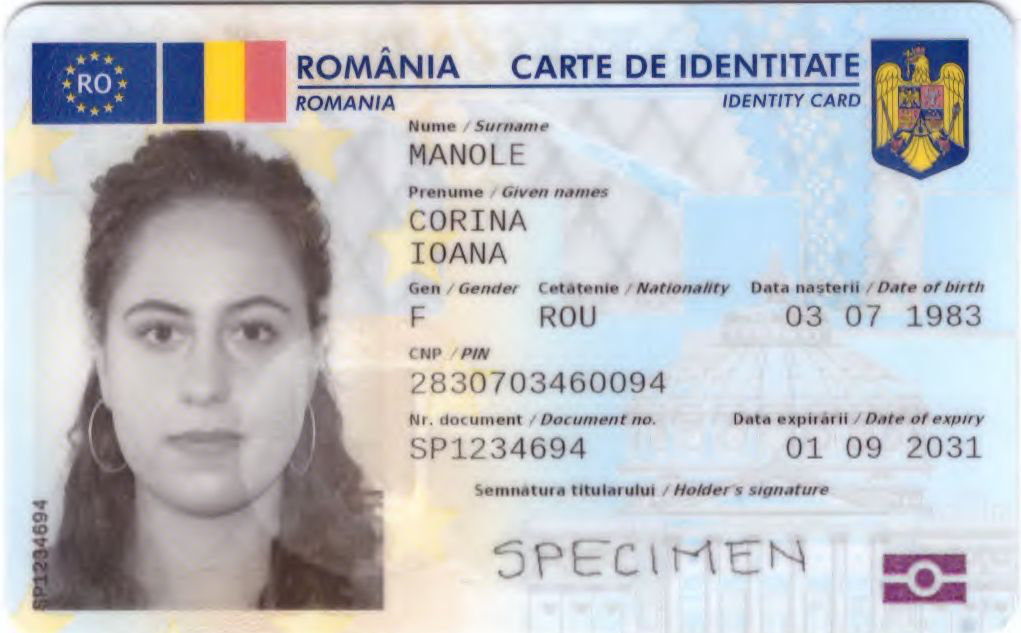
Esemplare di carta d'identità rumena sarà rilasciata dal 2025
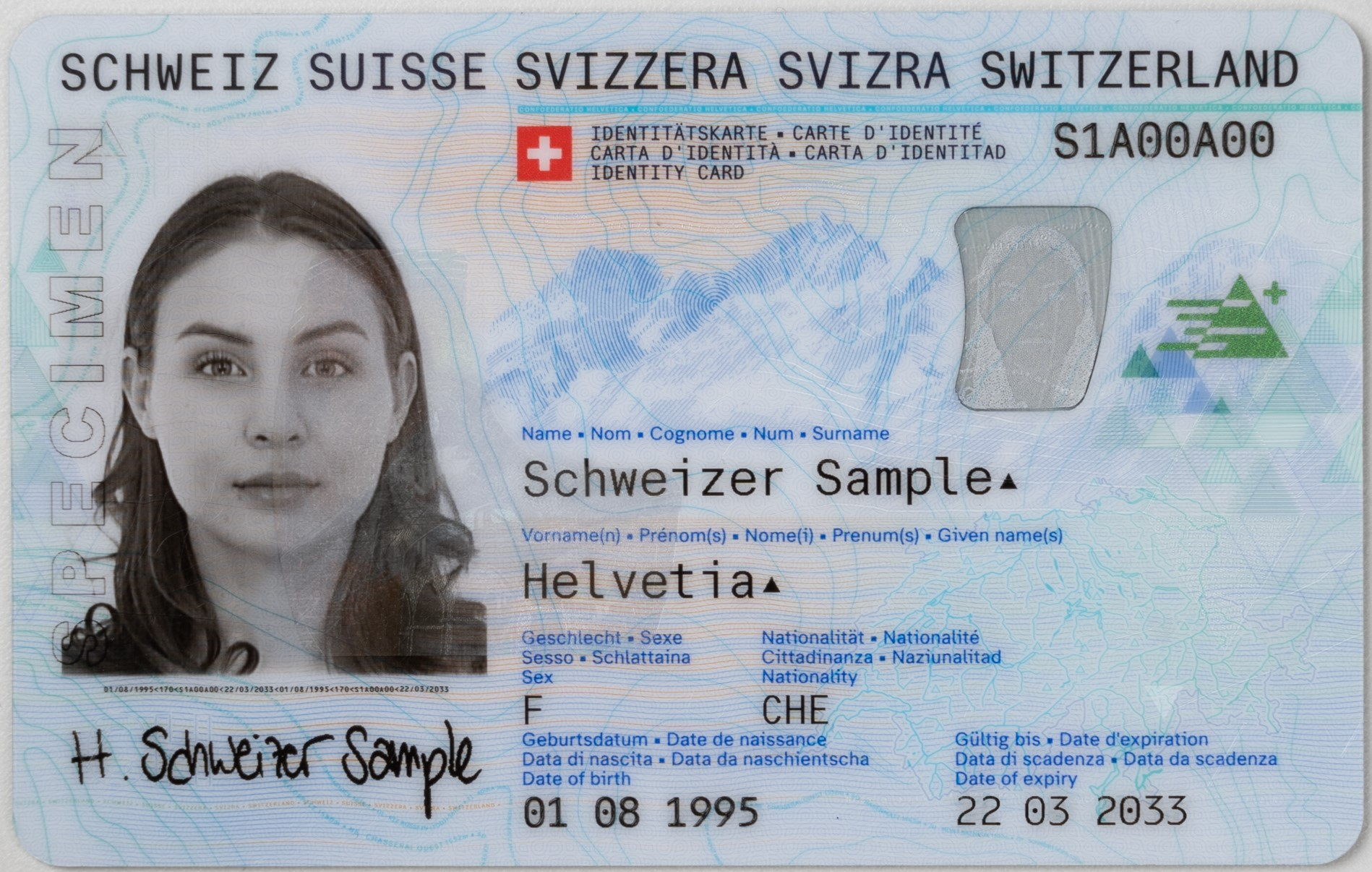
Carta d'identità svizzera in corso di validità